# Afrikaspiele 1999
Die VII. Afrikaspiele fanden vom 10. bis 19. September 1999 in Johannesburg, Südafrika statt. 53 Länder mit circa 6000 Athleten nahmen in 18 verschiedenen Disziplinen teil. Netball wurde als Demonstrationssportart in den Wettkampfplan aufgenommen.

## Sportarten
| - Baseball - Basketball - Boxen - Feldhockey - Fußball - Gewichtheben - Handball - Judo - Karate |  | - Leichtathletik - Radsport - Ringen - Schwimmen - Taekwondo - Tennis - Tischtennis - Turnen - Volleyball |

- Netball als Demonstrationssportart

## Medaillenspiegel
| Panafrikanische Spiele 1999 |                              |      |        |        |       |
| Rang                        | Land                         | Gold | Silber | Bronze | Total |
| 1                           | Südafrika                    | 71   | 64     | 49     | 184   |
| 2                           | Nigeria                      | 64   | 28     | 37     | 129   |
| 3                           | Ägypten                      | 53   | 60     | 45     | 158   |
| 4                           | Tunesien                     | 20   | 20     | 23     | 63    |
| 5                           | Algerien                     | 14   | 24     | 32     | 70    |
| 6                           | Kenia                        | 10   | 10     | 20     | 40    |
| 7                           | Kamerun                      | 6    | 13     | 22     | 41    |
| 8                           | Senegal                      | 6    | 10     | 9      | 25    |
| 9                           | Äthiopien                    | 6    | 4      | 4      | 14    |
| 10                          | Lesotho                      | 6    | 1      | 3      | 10    |
| 11                          | Angola                       | 4    | 1      | 1      | 6     |
| 12                          | Madagaskar                   | 4    | 3      | 7      | 14    |
| 13                          | Ghana                        | 2    | 2      | 11     | 15    |
| 14                          | Elfenbeinküste               | 2    | 1      | 5      | 8     |
| 15                          | Uganda                       | 2    | 1      | 3      | 6     |
| 16                          | Simbabwe                     | 1    | 10     | 13     | 24    |
| 17                          | Mauritius                    | 1    | 7      | 9      | 17    |
| 18                          | Gabun                        | 1    | 3      | 6      | 0     |
| 19                          | Demokratische Republik Kongo | 1    | 1      | 2      | 4     |
| 20                          | Mosambik                     | 1    | 0      | 0      | 0     |
| 21                          | Botswana                     | 0    | 3      | 2      | 5     |
| 22                          | Seychellen                   | 0    | 1      | 6      | 7     |
| 23                          | Niger                        | 0    | 1      | 2      | 3     |
| 23                          | Republik Kongo               | 0    | 1      | 2      | 3     |
| 25                          | Tansania                     | 0    | 1      | 0      | 1     |
| 25                          | Sambia                       | 0    | 1      | 0      | 1     |
| 25                          | Togo                         | 0    | 1      | 0      | 1     |
| 25                          | Benin                        | 0    | 1      | 0      | 1     |
| 29                          | Swasiland                    | 0    | 0      | 4      | 4     |
| 30                          | Zentralafrikanische Republik | 0    | 0      | 2      | 2     |
| 30                          | Mali                         | 0    | 0      | 2      | 2     |
| 30                          | Namibia                      | 0    | 0      | 2      | 2     |
| 30                          | Kap Verde                    | 0    | 0      | 2      | 2     |
| 34                          | Guinea-Bissau                | 0    | 0      | 1      | 1     |
| 34                          | Libyen                       | 0    | 0      | 1      | 1     |
| 34                          | Malawi                       | 0    | 0      | 1      | 1     |
|                             |                              | 224  | 223    | 280    | 727   |

## Resultate

### Baseball
|  | Position Endstand | Mannschaft | Gewonnen | Verloren | Runs scored | Runs allowed |
|  | ----------------- | ---------- | -------- | -------- | ----------- | ------------ |
|  | Gold              | Südafrika  | 5        | 0        | 158         | 6            |
|  | Silber            | Nigeria    | 4        | 1        | 68          | 39           |
|  | Bronze            | Simbabwe   | 2        | 3        | 84          | 76           |
|  | 4                 | Ghana      | 2        | 3        | 93          | 80           |
|  | 5                 | Lesotho    | 2        | 3        | 39          | 105          |
|  | 6                 | Uganda     | 0        | 5        | 13          | 128          |

### Basketball
Männer
  Ägypten
  Angola
  Nigeria
Frauen
  Senegal
  Demokratische Republik Kongo
  Nigeria

### Boxen
Bei den Boxwettkämpfen konnten die Boxer aus Algerien und aus Ägypten jeweils drei Goldmedaillen gewinnen. Die Boxwettkämpfe zählten zur Qualifikation für die Olympischen Sommerspiele 2000.
| Gewichtsklasse                       | Gold                 | Silber              | Bronze                                 |
| ------------------------------------ | -------------------- | ------------------- | -------------------------------------- |
| Halbfliegengewicht (– 48 Kilogramm)  | Sunday Kizito        | Phumzile Mathyila   | Abdulharim Elzaid Sebusiso Keketsi     |
| Fliegengewicht (– 51 Kilogramm)      | Celestin Augustin    | Nacer Keddam        | Zolani Marali Jackson Asiku            |
| Bantamgewicht (– 54 Kilogramm)       | Abdul Tebazalwa      | Riaz Durgahed       | Moez Zemzeni Herman Ngoudjo            |
| Federgewicht (– 57 Kilogramm)        | Noureddine Medjehoud | Adam Kassim Napa    | Achille Mandayen Yohannes Sheferaw     |
| Leichtgewicht (– 60 Kilogramm)       | Jesus Kibunde        | Naoufel Ben Rabah   | Gilbert Khunwane                       |
| Halbweltergewicht (– 63,5 Kilogramm) | Olusegum Ajose       | Mohamed Allalou     | Frederick Munga Ben Neequays           |
| Weltergewicht (– 67 Kilogramm)       | Kamel Chater         | Aegawj Tsegasellase | Mosolesa Tsie Fadel Shaban             |
| Juniormittelgewicht (– 71 Kilogramm) | Mohamed Hikal        | Osumanu Adama       | Salah Marmouri Stephene Nzue-Mba       |
| Mittelgewicht (– 75 Kilogramm)       | Ramadan Abdelghaffar | Eromosele Albert    | Abdelghani Kinzi Peter Kariuki Ngateri |
| Halbschwergewicht (– 81 Kilogramm)   | Mohamed Bahari       | Albert Jegbefumere  | Danie Venter                           |
| Schwergewicht (– 91 Kilogramm)       | Mohamed Azzaoui      | Mustafa Amrou       | Kamoko Braimah Bizango Mboto           |
| Superschwergewicht (+ 91 Kilogramm)  | Ahmed Abdel Samad    | Michael Macaque     | Hillaire Simo Teke Oruh                |

### Fußball
| Gold    | Silber | Bronze    |
| ------- | ------ | --------- |
| Kamerun | Sambia | Südafrika |

### Handball
Männer
| Gold     | Silber  | Bronze |
| -------- | ------- | ------ |
| Algerien | Ägypten | Ghana  |

Frauen
| Gold   | Silber                       | Bronze         |
| ------ | ---------------------------- | -------------- |
| Angola | Demokratische Republik Kongo | Elfenbeinküste |

### Feldhockey
Herren
| Gold      | Silber  | Bronze |
| --------- | ------- | ------ |
| Südafrika | Ägypten | Kenia  |

Damen
| Gold      | Silber   | Bronze |
| --------- | -------- | ------ |
| Südafrika | Simbabwe | Kenia  |

### Gewichtheben
Männer
| Disziplin   | Gold                         | Silber                       | Bronze                       |           |           |
| bis 48 kg   | bis 48 kg                    | bis 48 kg                    | bis 48 kg                    | bis 48 kg | bis 48 kg |
| ----------- | ---------------------------- | ---------------------------- | ---------------------------- | --------- | --------- |
| Reißen      | Hamid Ali Mohamed 110 kg     | Benami Nafaa 105 kg          | Gino Souprayen 105 kg        |           |           |
| Stoßen      | Mathias Sundry 142,5 kg      | Hamid Ali Mohamed 137,5 kg   | Gbenga Olupona 135 kg        |           |           |
| Zweikampf   | Mathias Sundry 247,5 kg      | Hamid Ali Mohamed 247,5 kg   | Gbenga Olupona 240 kg        |           |           |
| bis 62 kg   |                              |                              |                              |           |           |
| Reißen      | Atef Jarray 130 kg           | Tienteha Dabaya 117,5 kg     | Mohamed Ahmed Osman 117,5 kg |           |           |
| Stoßen      | Mohamed Ahmed Osman 152,5 kg | Atef Jarray 150 kg           | Tienteha Dabaya 145 kg       |           |           |
| Zweikampf   | Atef Jarray 280 kg           | Mohamed Ahmed Osman 270 kg   | Tienteha Dabaya 262,5 kg     |           |           |
| bis 69 kg   |                              |                              |                              |           |           |
| Reißen      | Youssef Sebaï 135 kg         | Olivier Longue 130 kg        | Ahmed Samir 130 kg           |           |           |
| Stoßen      | Youssef Sebaï 172,5 kg       | Fouad Bouznada 170 kg        | Ahmed Samir 165 kg           |           |           |
| Zweikampf   | Youssef Sebaï 307,5 kg       | Fouad Bouznada 300 kg        | Ahmed Samir 295 kg           |           |           |
| bis 77 kg   |                              |                              |                              |           |           |
| Reißen      | Rilwan Lawal 150 kg          | Kais Ayadi 145 kg            | Kamdom Doukam 142,5 kg       |           |           |
| Stoßen      | Raafat Galal 182,5 kg        | Rilwan Lawal 180 kg          | Kamdom Doukam 170 kg         |           |           |
| Zweikampf   | Rilwan Lawal 330 kg          | Raafat Galal 325 kg          | Kais Ayadi 315 kg            |           |           |
| bis 85 kg   |                              |                              |                              |           |           |
| Reißen      | Samir Ghachem 160 kg         | Nasser Adel 157,5 kg         | David Matam 155 kg           |           |           |
| Stoßen      | Innocent Ukpong 192,5 kg     | David Matam 190 kg           | Nasser Adel 187,5 kg         |           |           |
| Zweikampf   | David Matam 345 kg           | Nasser Adel 345 kg           | Innocent Ukpong 337,5 kg     |           |           |
| bis 94 kg   |                              |                              |                              |           |           |
| Reißen      | Ahmed Moustafa 157,5 kg      | Kamel Naoui 152,5 kg         | Patrick Obanye 150 kg        |           |           |
| Stoßen      | Ahmed Moustafa 195 kg        | Patrick Obanye 192,5 kg      | Kamel Naoui 180 kg           |           |           |
| Zweikampf   | Ahmed Moustafa 352,5 kg      | Patrick Obanye 342,5 kg      | Kamel Naoui 332,5 kg         |           |           |
| bis 105 kg  |                              |                              |                              |           |           |
| Reißen      | Tharwat Bendary 170 kg       | George Wadja 160 kg          | Mike Enamson 140 kg          |           |           |
| Stoßen      | Tharwat Bendary 197,5 kg     | Mike Enamson 185 kg          | George Wadja 177,5 kg        |           |           |
| Zweikampf   | Tharwat Bendary 367,5 kg     | George Wadja 337,5 kg        | Mike Enamson 325 kg          |           |           |
| über 105 kg |                              |                              |                              |           |           |
| Reißen      | Christopher Onyezie 160 kg   | Hany Mohamed 157,5 kg        | Ali Benmedjeghaia 137,5 kg   |           |           |
| Stoßen      | Hany Mohamed 200 kg          | Christopher Onyezie 197,5 kg | Ali Benmedjeghaia 167,5 kg   |           |           |
| Zweikampf   | Christopher Onyezie 357,5 kg | Hany Mohamed 357,5 kg        | Ali Benmedjeghaia 305 kg     |           |           |

Frauen
| Disziplin  | Gold                        | Silber                   | Bronze                     |           |           |
| bis 48 kg  | bis 48 kg                   | bis 48 kg                | bis 48 kg                  | bis 48 kg | bis 48 kg |
| ---------- | --------------------------- | ------------------------ | -------------------------- | --------- | --------- |
| Reißen     | Anthonia Anakee 65 kg       | Heba Sayed 57,5 kg       | Safia Kouri 45 kg          |           |           |
| Stoßen     | Anthonia Anakee 90 kg       | Heba Sayed 70 kg         | Loriaan Daniels 60 kg      |           |           |
| Zweikampf  | Anthonia Anakee 155 kg      | Heba Sayed 127,5 kg      | Safia Kouri 105 kg         |           |           |
| bis 53 kg  |                             |                          |                            |           |           |
| Reißen     | Franca Gbodo 85 kg          | Salome Mbili 65 kg       | Sophia Vandagne 65 kg      |           |           |
| Stoßen     | Franca Gbodo 110 kg         | Rabab Ashour 90 kg       | Sophia Vandagne 85 kg      |           |           |
| Zweikampf  | Franca Gbodo 195 kg         | Rabab Ashour 150 kg      | Sophia Vandagne 150 kg     |           |           |
| bis 58 kg  |                             |                          |                            |           |           |
| Reißen     | Evelyn Ebhomien 80 kg       | Amira Ibrahim 67,5 kg    | Imene Nefzi 62,5 kg        |           |           |
| Stoßen     | Evelyn Ebhomien 110 kg      | Leila Lassouani 85 kg    | Imene Nefzi 80 kg          |           |           |
| Zweikampf  | Evelyn Ebhomien 190 kg      | Amira Ibrahim 147,5 kg   | Imene Nefzi 142,5 kg       |           |           |
| bis 63 kg  |                             |                          |                            |           |           |
| Reißen     | Faith Okuonghae 80 kg       | Hayet Sassi 72,5 kg      | Hortense Nguidjol 70 kg    |           |           |
| Stoßen     | Faith Okuonghae 110 kg      | Madiha Moneim 97,5 kg    | Hayet Sassi 92,5 kg        |           |           |
| Zweikampf  | Faith Okuonghae 190 kg      | Madiha Moneim 167,5 kg   | Hayet Sassi 165 kg         |           |           |
| bis 69 kg  |                             |                          |                            |           |           |
| Reißen     | Elizabeth Jeremiah 100 kg   | Nagwan Elzawawe 87,5 kg  | Madeleine Yamechi 82,5 kg  |           |           |
| Stoßen     | Elizabeth Jeremiah 117,5 kg | Nagwan Elzawawe 115 kg   | Madeleine Yamechi 107,5 kg |           |           |
| Zweikampf  | Elizabeth Jeremiah 217,5 kg | Nagwan Elzawawe 202,5 kg | Madeleine Yamechi 190 kg   |           |           |
| bis 75 kg  |                             |                          |                            |           |           |
| Reißen     | Ruth Ogbeifo 105 kg         | Nagham Ramadhan 82,5 kg  | Michèle David 75 kg        |           |           |
| Stoßen     | Ruth Ogbeifo 135 kg         | Nagham Ramadhan 97,5 kg  | Michèle David 95 kg        |           |           |
| Zweikampf  | Ruth Ogbeifo 240 kg         | Nagham Ramadhan 180 kg   | Michèle David 170 kg       |           |           |
| über 75 kg |                             |                          |                            |           |           |
| Reißen     | Balkisu Musa 105 kg         | Imen Hasnaoui 82,5 kg    | Judith Ketchanke 75 kg     |           |           |
| Stoßen     | Balkisu Musa 130 kg         | Imen Hasnaoui 100 kg     | Judith Ketchanke 92,5 kg   |           |           |
| Zweikampf  | Balkisu Musa 235 kg         | Imen Hasnaoui 182,5 kg   | Judith Ketchanke 167,5 kg  |           |           |

### Judo
Männer
| Gewichtsklasse | Gold                          | Silber                        | Bronze                                                          |
| -------------- | ----------------------------- | ----------------------------- | --------------------------------------------------------------- |
| bis 60 kg      | Makrem Ayed Tunesien          | Wouter Van Zyl Südafrika      | Ali Atef Ägypten Omar Rebahi Algerien                           |
| bis 66 kg      | Amar Meridja Algerien         | Anis Lounifi Tunesien         | Henry Wessels Südafrika Mariko Bourama Mali                     |
| bis 73 kg      | Hassen Moussa Tunesien        | Suleyman Musa Nigeria         | Haitham El Hossainy Ägypten Nourredine Yagoubi Algerien         |
| bis 81 kg      | Majemite Omagbaluwaje Nigeria | Patrick Matangi Simbabwe      | Jean-Paul Azie Mauritius Brahima Guindo Mali                    |
| bis 90 kg      | Skander Hachicha Tunesien     | Jean-Claude Raphael Mauritius | Ali Elshrif Ägypten Khaled Meddah Algerien                      |
| bis 100 kg     | Bassel El-Gharbawy Ägypten    | Sami Belgroun Algerien        | Sadok Khalgui Tunesien Antonio Felicite Mauritius               |
| über 100 kg    | Mohamed Bouaichaoui Algerien  | Steve Nguema Ndong Gabun      | Paul Holder Südafrika Lokofo Ngila Demokratische Republik Kongo |
| Offene Klasse  | Bassel El Gharbawy Ägypten    | Jean-Claude Raphael Mauritius | Majemite Omagbaluwaje Nigeria Sami Belgroun Algerien            |

Frauen
| Gewichtsklasse | Gold                     | Silber                                | Bronze                                                     |
| -------------- | ------------------------ | ------------------------------------- | ---------------------------------------------------------- |
| bis 48 kg      | Hayet Rouini Tunesien    | Dolly Moothoo Mauritius               | Tania Tallie Südafrika Lovelyn Orji-Ben Nigeria            |
| bis 52 kg      | Salima Souakri Algerien  | Geneviève Nga Onana Kamerun           | Naina Ravaoarisoa Madagaskar Catherine Ekuta Nigeria       |
| bis 57 kg      | Françoise Nguele Kamerun | Lynda Mekzine Algerien                | Karima Dhaouadi Tunesien Rose Marie Kouaho Elfenbeinküste  |
| bis 63 kg      | Nesria Traki Tunesien    | Sanama Agoume Kamerun                 | Henriette Möller Südafrika Yasmin Afifi Ägypten            |
| bis 70 kg      | Saida Dhahri Tunesien    | Sally Buckton Südafrika               | Léa Zahoui Blavo Elfenbeinküste Chicmah Obodo Nigeria      |
| bis 78 kg      | Mélanie Engoang Gabun    | Nora Abdelhamid Ägypten               | Christy Obekpa Nigeria Chahla Atailia Algerien             |
| über 78 kg     | Heba Hefny Ägypten       | Adja Marieme Diop Senegal             | Marguerite Goualou Yao Elfenbeinküste Chemabo Awah Kamerun |
| Offene Klasse  | Heba Hefny Ägypten       | Marguerite Goualou Yao Elfenbeinküste | Christy Obekpa Nigeria Nesria Traki Tunesien               |

### Leichtathletik
Männer
| Disziplin               | Gold                                                                 | Ergebnis | Silber                       | Ergebnis | Bronze                     | Ergebnis |
| 100-Meter-Lauf          | Leonard Myles-Mills                                                  | 9.99     | Francis Obikwelu             | 10.01    | Frank Fredericks           | 10.10    |
| 200-Meter-Lauf          | Francis Obikwelu                                                     | 20.06    | Joseph Batangdon             | 20.37    | Daniel Effiong             | 20.49    |
| 400-Meter-Lauf          | Kennedy Ochieng                                                      | 44.77    | Clement Chukwu               | 45.31    | Phillip Mukomana           | 45.43    |
| 800-Meter-Lauf          | Japheth Kimutai                                                      | 1:44.91  | Djabir Saïd Guerni           | 1:45.32  | Hezekiél Sepeng            | 1:45.58  |
| 1500-Meter-Lauf         | Hailu Mekonnen                                                       | 3:39.73  | David Lelei                  | 3:40.46  | Fred Cheruiyot             | 3:41.21  |
| 5000-Meter-Lauf         | Julius Gitahi                                                        | 13:49.06 | Fita Bayisa                  | 13:49.79 | Tom Nyariki                | 13:50.40 |
| 10.000-Meter-Lauf       | Assefa Mezegebu                                                      | 28:12.15 | David Chelule                | 28:13.71 | Habte Jifar                | 28:15.11 |
| Marathonlauf            | Joshua Peterson                                                      | 2:19:07  | Focus Wolbroad               | 2:20:47  | Frank Pooe                 | 2:23:36  |
| Hindernislauf           | Kipkurui Misoi                                                       | 8:32.42  | Wilson Boit Kipketer         | 8:41.33  | Christopher Kosgei         | 8:41.35  |
| 110-Meter-Hürdenlauf    | William Erese                                                        | 13.71    | Joseph-Berlioz Randriamihaja | 13.85    | Kehinde Aladefa            | 13.86    |
| 400-Meter-Hürdenlauf    | Ibou Faye                                                            | 48.30    | Ken Harnden                  | 48.47    | Erick Keter                | 49.17    |
| Hochsprung              | Anthony Idiata                                                       | 2.27     | Abderrahmane Hammad          | 2.24     | Malcolm Hendriks           | 2.24     |
| Stabhochsprung          | Okkert Brits                                                         | 5.40     | Mohamed Bédoui               | 4.80     | nicht vergeben             |          |
| Weitsprung              | Hatem Mersal                                                         | 8.09     | Georges Téko Folligan        | 8.00     | Mark Anthony Awere         | 7.96     |
| Dreisprung              | Andrew Owusu                                                         | 16.89    | Remmy Limo                   | 16.84    | Toussaint Rabenala         | 16.60    |
| Kugelstoßen             | Burger Lambrechts                                                    | 19.50    | Janus Robberts               | 19.16    | Karel Potgieter            | 18.90    |
| Diskuswurf              | Frantz Kruger                                                        | 61.02    | Frits Potgieter              | 60.59    | Mickaël Conjungo           | 57.09    |
| Hammerwurf              | Chris Harmse                                                         | 74.75    | Samir Haouam                 | 65.80    | Yamen Hussein Abdel Moneim | 65.25    |
| Speerwurf               | Marius Corbett                                                       | 78.74    | Johan Vosloo                 | 75.60    | Maher Ridane               | 72.18    |
| Zehnkampf               | Anis Riahi                                                           | 7497     | Rédouane Youcef              | 7401     | Patrick Legrand            | 6034     |
| 20-km-Gehen             | David Kimutai Rotich                                                 | 1:29:12  | Moussa Aouanouk              | 1:29:36  | Vincent Asumang            | 1:48:00  |
| 4-mal-100-Meter-Staffel | Nigeria: Ria Fourie, Daniel Effiong, Chinedu Oriala, Innocent Asonze | 38.56    | Südafrika                    | 38.88    | Elfenbeinküste             | 39.09    |
| 4-mal-400-Meter-Staffel | Nigeria                                                              | 3:01.20  | Südafrika                    | 3:01.34  | Kenia                      | 3:01.73  |

Frauen
| Disziplin               | Gold                     | Ergebnis | Silber                 | Ergebnis | Bronze                    | Ergebnis |
| 100-Meter-Lauf          | Mercy Nku                | 11.03    | Myriam Léonie Mani     | 11.24    | Endurance Ojokolo         | 11.25    |
| 200-Meter-Lauf          | Fatima Yusuf             | 22.45    | Myriam Léonie Mani     | 22.91    | Monica Twum               | 22.98    |
| 400-Meter-Lauf          | Falilat Ogunkoya         | 50.02    | Olabisi Afolabi        | 50.34    | Amy Mbacké Thiam          | 50.95    |
| 800-Meter-Lauf          | Maria de Lurdes Mutola   | 1:59.73  | Nouria Mérah-Benida    | 2:00.83  | Grace Birungi             | 2:01.76  |
| 1500-Meter-Lauf         | Kutre Dulecha            | 4:18.33  | Nouria Mérah-Benida    | 4:18.69  | Jackline Maranga          | 4:19.31  |
| 5000-Meter-Lauf         | Ayelech Worku            | 15:38.22 | Elana Meyer            | 15:42.76 | Vivian Jepkemoi Cheruiyot | 15:42.79 |
| 10.000-Meter-Lauf       | Gete Wami                | 32:08.15 | Merima Hashim          | 32:16.24 | Leah Malot                | 32:36.02 |
| Marathonlauf            | Hiywot Gizwa             | 2:45:38  | Meseret Kotu           | 2:46:29  | Kore Alemu                | 2:48:31  |
| 100-Meter-Hürdenlauf    | Glory Alozie             | 12.74    | Angela Atede           | 12.99    | Mame Tacko Diouf          | 13.02    |
| 400-Meter-Hürdenlauf    | Mame Tacko Diouf         | 55.69    | Surita Febbraio        | 57.11    | Saidat Onanuga            | 58.34    |
| Hochsprung              | Hestrie Cloete           | 1.96     | Irène Tiendrébéogo     | 1.85     | Philippa Erasmus          | 1.80     |
| Stabhochsprung          | Rika Erasmus             | 3.60     | Elmarie Gerryts        | 3.60     | nicht vergeben            |          |
| Weitsprung              | Grace Umelo              | 6.60     | Françoise Mbango Etone | 6.55     | Charlene Lawrence         | 6.50     |
| Dreisprung              | Françoise Mbango Etone   | 14.70    | Baya Rahouli           | 14.64    | Kéné Ndoye                | 13.86    |
| Kugelstoßen             | Vivian Peters            | 16.72    | Veronica Abrahamse     | 16.53    | Maranelle du Toit         | 16.45    |
| Diskuswurf              | Monia Kari               | 57.22    | Lezelle Duvenage       | 54.55    | Elizna Naudé              | 53.26    |
| Hammerwurf              | Caroline Fournier        | 58.83    | Elmarie Knoetzen       | 58.74    | Marwa Hussein             | 55.25    |
| Speerwurf               | Liezel Roux              | 49.38    | Aïda Sellam            | 48.91    | Sorochukwu Ihuefo         | 48.24    |
| Siebenkampf             | Maralize Fouché (Visser) | 5631     | Patience Itanyi        | 5565     | Oluchi Elechi             | 5537     |
| 10-km-Gehen             | Susan Vermeulen          | 49:33    | Nagwa Ibrahim Ali      | 50:19    | Bahia Boussad             | 51:31    |
| 4-mal-100-Meter-Staffel | Nigeria                  | 43.28    | Madagaskar             | 43.98    | Ghana                     | 44.21    |
| 4-mal-400-Meter-Staffel | Nigeria                  | 3:29.22  | Senegal                | 3:31.63  | Kamerun                   | 3:33.28  |

### Ringen
Freistil (Männer)
| Gewichtsklasse | Gold                                | Silber               | Bronze                   |
| -------------- | ----------------------------------- | -------------------- | ------------------------ |
| bis 54 kg      | Ali Mohamed Hassan Abu Taleb        | Shaun Williams       | Joe Oziti                |
| bis 58 kg      | Tjonkie van Rensburg                | Tebe Dorgu           | Mohamed Amine Benhammadi |
| bis 63 kg      | Tjaart Andries du Plessis           | Fred Jessey          | Cubos Siga               |
| bis 69 kg      | Ibo Oziti                           | Bennie Labuschagne   | Shahine Ahmed Shahine    |
| bis 76 kg      | Ian Du Toit                         | Ibrahim Ahmed Salama | Sinivie Boltic           |
| bis 85 kg      | Mohamed Ibrahim Abdelfattah Mohamed | Willem Putter        | Mohamed Ali Ben M’barek  |
| bis 97 kg      | Victor Kodei                        | Wiehan Lesch         | Isaac Mpia Endjam        |
| bis 130 kg     | Hisham Abdelwahab Abdelmoumen       | Yakhya Diop          | Andrew Davidson          |

Freistil (Frauen)
| Gewichtsklasse | Gold             | Silber                | Bronze                  |
| -------------- | ---------------- | --------------------- | ----------------------- |
| bis 46 kg      | Fadhila Louati   | Simphiwe Mpungose     | —                       |
| bis 51 kg      | Eveline Diatta   | Faiza Bejaoui         | Seipati Mmusi           |
| bis 56 kg      | Salma Ferchichi  | Rita Amba             | Somaia Badran           |
| bis 62 kg      | Happiness Burutu | Rim Garram            | Yousria Magdy Elberhamy |
| bis 68 kg      | Helen Opara      | Marie Nicole Diedhiou | Sara Elashram           |
| bis 75 kg      | Priscilla Seidu  | Saida Riabi           | Rabab Mahmoud           |

Griechisch-römisch (Männer)
| Gewichtsklasse | Gold                                | Silber                | Bronze                   |
| -------------- | ----------------------------------- | --------------------- | ------------------------ |
| bis 54 kg      | Mohamed Abou Elela                  | Mohamed Saadi         | Tabibi Godswill          |
| bis 58 kg      | Ashraf Meligy El-Garably            | Anthony Cletus        | Mohamed Amine Benhammadi |
| bis 63 kg      | Yassine Djakrir                     | Mahmoud Mohamed Saber | Raynard Mouton           |
| bis 69 kg      | Abdou Saeed El-Barbary              | Badreddine Amdouni    | Jean Nel                 |
| bis 76 kg      | Sofiane Ouadjnia                    | Ali Ibrahim Ali       | Ernest Malherbe          |
| bis 85 kg      | Mohamed Ibrahim Abdelfattah Mohamed | Piet Bezuidenhout     | Amor Bach Hamba          |
| bis 97 kg      | Karam Ibrahim                       | Hassen Fkiri          | Markus Johannes Dekker   |
| bis 130 kg     | Mohamed El-Sayed                    | Simon Datok           | Gerald Vollenhoven       |

### Schwimmen
Bei den Schwimmwettbewerben traten nicht-behinderte und körperbehinderte Sportler an.
Männer
| Disziplin           | Gold               | Silber              | Bronze            |
| ------------------- | ------------------ | ------------------- | ----------------- |
| 50 m Freistil       | Brendon Dedekind   | Nicholas Folker     | Salim Iles        |
| 100 m Freistil      | Brendon Dedekind   | Salim Iles          | Nicholas Folker   |
| 200 m Freistil      | Herman Louw        | Glen Walshaw        | Terence Parkin    |
| 400 m Freistil      | Ryno Markgraaff    | James Willcox       | Glen Walshaw      |
| 1500 m Freistil     | Dennis Sirringhaus | Ryno Markgraaff     | Herbert Couacud   |
| 100 m Rücken        | Mehdi Addadi       | Benjamin Lo-Pinto   | Haitham Hazem     |
| 200 m Rücken        | Brett Rogers       | George du Rand      | Benjamin Lo-Pinto |
| 100 m Brust         | Brett Petersen     | Christopher Stewart | Alan Ogden        |
| 200 m Brust         | Terence Parkin     | Gregory Owen        | Ayman Khattab     |
| 100 m Schmetterling | Ryan Kelly         | Theo Verster        | Mehdi Addadi      |
| 200 m Schmetterling | Theo Verster       | Raazik Nordien      | Fares Attar       |
| 200 m Lagen         | Theo Verster       | Terence Parkin      | Brendon Ashby     |
| 400 m Lagen         | Terence Parkin     | Adrian Bosch        | Kenny Roberts     |
| 4 × 100 m Freistil  | Südafrika          | Algerien            | Ägypten           |
| 4 × 200 m Freistil  | Südafrika          | Algerien            | Seychellen        |

Frauen
| Disziplin           | Gold               | Silber                           | Bronze            |
| ------------------- | ------------------ | -------------------------------- | ----------------- |
| 50 m Freistil       | Rania Elwani       | Teresa Moodie Charlene Wittstock | -                 |
| 100 m Freistil      | Charlene Wittstock | Teresa Moodie                    | Rania Elwani      |
| 200 m Freistil      | Kim van Selm       | Kirsten van Heerden              | Rania Elwani      |
| 400 m Freistil      | Kim van Selm       | Kirsten van Heerden              | Boutheina el-Ouer |
| 800 m Freistil      | Kim van Selm       | Bronwyn Dedekind                 | Maha el-Merghany  |
| 100 m Rücken        | Charlene Wittstock | Kirsty Coventry                  | Taryn Ternent     |
| 200 m Rücken        | Mandy Loots        | Taryn Cokayne                    | Mandy Leach       |
| 100 m Brust         | Penny Heyns        | Ziada Jardine                    | Lauren Harvey     |
| 200 m Brust         | Penny Heyns        | Sarah Poewe                      | Lauren Harvey     |
| 100 m Schmetterling | Mandy Loots        | Candice Crafford                 | Teresa Moodie     |
| 200 m Schmetterling | Mandy Loots        | Natalie du Toit                  | Kenza Bennaceur   |
| 200 m Lagen         | Mandy Loots        | Kirsty Coventry                  | Mandy Leach       |
| 400 m Lagen         | Mandy Loots        | Natalie du Toit                  | Kenza Bennaceur   |
| 4 × 100 m Freistil  | Simbabwe           | Südafrika                        | Ägypten           |
| 4 × 200 m Freistil  | Südafrika          | Simbabwe                         | Ägypten           |
| 4 × 100 m Lagen     | Südafrika          | Simbabwe                         | Ägypten           |

### Taekwondo
Männer
| Gewichtsklasse | Gold                            | Silber                    | Bronze                                                     |
| -------------- | ------------------------------- | ------------------------- | ---------------------------------------------------------- |
| bis 54 kg      | Lebohang Ntsitsl Lesotho        | Willis Odhiambo Kenia     | Samson Dseni Nigeria Benaiah Tokomoo Ghana                 |
| bis 58 kg      | Nicolas Razakarivony Madagaskar | Asem Godson Ghana         | Mfan'Kmona Dlamini Swasiland Gustave Alain Mombo Gabun     |
| bis 63 kg      | Adel Hussein Ägypten            | Charles Ngorodi Kenia     | Foued Chabani Tunesien Nizar Nally Libyen                  |
| bis 68 kg      | Ahmed Dkhil Tunesien            | Robert Nhanga Kenia       | Lucky Ogienul Nigeria Eugene Richard Nkakou Republik Kongo |
| bis 74 kg      | Sébastien Konan Elfenbeinküste  | Olakanmi Ogummiyi Nigeria | Dimby Pharlim Madagaskar Lionel Baguissi Gabun             |
| bis 80 kg      | Ahmed Adel Ägypten              | Assogo Mvie Gabun         | John Ighomen Nigeria Hemo Kote Senegal                     |
| bis 87 kg      | Donald Ravenscroft Südafrika    | Peter Leuta Lesotho       | Ango Daly Gabun Mahmoud Charef Tunesien                    |
| über 87 kg     | Hastings Ngala Kenia            | David Adams Nigeria       | Abdoulay Ngom Senegal Norbert Amefu Gabun                  |

Frauen
| Gewichtsklasse | Gold                          | Silber                    | Bronze                                              |
| -------------- | ----------------------------- | ------------------------- | --------------------------------------------------- |
| bis 46 kg      | Mary Lemphane Lesotho         | Selina Njeri Kenia        | Norojun Farilahamed Simbabwe Hye-Mi Lee Südafrika   |
| bis 49 kg      | Likeleli Alina Thamae Lesotho | Florika Nel Südafrika     | Sindi Buthelezi Swasiland Consolata Oloo Kenia      |
| bis 53 kg      | Anastasia Osudia Nigeria      | Mandy Lasrey Südafrika    | Mercy Mungai Kenia Mpho Thomas Lesotho              |
| bis 57 kg      | Mia Emmet Südafrika           | Astou Faye Senegal        | Yasmine Anis Ägypten Elizabeth Rosa Kap Verde       |
| bis 62 kg      | Masechocha Thamae Lesotho     | Hollie Corrigan Südafrika | Cynthia Dotse Ghana Tina Smart Nigeria              |
| bis 67 kg      | Margret Achibi Nigeria        | Oboudjobi Mathilole Benin | June Cheye Kenia Ronel van der Westhuizen Südafrika |
| bis 73 kg      | Yasmine Gamal Ägypten         | Nompumelelo Swasiland     | Hellen Opondi Kenia                                 |
| über 73 kg     | Rethabile Malope Lesotho      | Seynabou Demba Senegal    | Glory Nosenzo Swasiland Nadia Jonker Südafrika      |

### Tischtennis
Männer
Team
 Nigeria 
 Ägypten 
 Algerien 
Einzel
 Segun Toriola 
 El-Sayed Lashin 
 -
Doppel
 Segun Toriola und Kazeem Nasiru 
 Peter Akinlabi und Sule Olaleye 
 -
Frauen
Team
 Nigeria 
 Ägypten 
 Äthiopien 
Einzel
 Olufunke Oshonaike 
 Bose Kaffo 
 -
Doppel
 Olufunke Oshonaike und Bose Kaffo 
 Osman Bacent und Shaimaa Abdelaziz 
 -
Gemischtes Doppel
 Segun Toriola und Bose Kaffo 
 Atisi Owoh und Kazeem Nasiru 
 -

### Volleyball
Medaillen
| Wettbewerb | Gold    | Silber  | Bronze  |
| ---------- | ------- | ------- | ------- |
|            |         |         |         |
| Männer     | Kamerun | Nigeria | Ägypten |
| Frauen     | Kenia   | Ägypten | Nigeria |
|            |         |         |         |

Weitere Informationen zu den Frauen-Nationalmannschaften von  Kenia,  Ägypten und  Nigeria finden sich hier.
Platzierungen
| Wettbewerb | 4. Platz  | 5. Platz             | 6. Platz | 7. Platz         | 8. Platz | 9. Platz                 | 10. Platz |
| ---------- | --------- | -------------------- | -------- | ---------------- | -------- | ------------------------ | --------- |
|            |           |                      |          |                  |          |                          |           |
| Männer     | Südafrika | Kenia und Seychellen | -        | Ghana und Sambia | -        | Ruanda und Guinea-Bissau | -         |
| Frauen     | Südafrika | Seychellen           | Ghana    | Senegal          | Angola   | -                        | -         |
|            |           |                      |          |                  |          |                          |           |

Finalspiele (Männer)
| Spiel            | Begegnung               | Ergebnis | Sätze | Punkte |
| ---------------- | ----------------------- | -------- | ----- | ------ |
|                  |                         |          |       |        |
| Halbfinale 1     | Nigeria gegen Südafrika | 3 : 0    | ?     | ?      |
| Halbfinale 2     | Kamerun gegen Ägypten   | 3 : 1    | ?     | ?      |
| Spiel um Platz 3 | Ägypten gegen Südafrika | 3 : 1    | ?     | ?      |
| Finale           | Kamerun gegen Nigeria   | 3 : 2    | ?     | ?      |
|                  |                         |          |       |        |

Finalspiele (Frauen)
| Spiel            | Begegnung               | Ergebnis | Sätze                         | Punkte |
| ---------------- | ----------------------- | -------- | ----------------------------- | ------ |
|                  |                         |          |                               |        |
| Halbfinale 1     | Kenia gegen Südafrika   | 3 : 0    | ?                             | ?      |
| Halbfinale 2     | Ägypten gegen Nigeria   | 3 : 1    | ?                             | ?      |
| Spiel um Platz 3 | Nigeria gegen Südafrika | 3 : 0    | ?                             | ?      |
| Finale           | Kenia gegen Ägypten     | 3 : 1    | 21:25 - 25:21 - 25:16 - 25:23 | 96:85  |
|                  |                         |          |                               |        |